# Пафнутије Исповедник
Пафнутије Исповедник (грч. Παφνούτιος ο Ομολογητής), познат и као Пафнутије Тиваидски- хришћански светитељ, епископ града Таиса, у Тиваиди египатској. Био је ученик светог Антонија Великог. 
Много је страдао од многобожаца у време цара Максимијана. Ископали су му десно око, а леву ногу поломили у колену. Учествовао је на Првом васељенском сабору, где му је цар Константин Велики (306—377) указао дужно поштовање. На самом Сабору, цар га је целивао у избодено око, избодено ради вере и истине Православне.
Одлучно се супротставио Арију и његовој јереси подржавши Светог Атанасија Великог. Исто тако, одиграо је кључну улогу у спречавању увођења целибата за мирско свештенство, које су заговарали представници Запада, иако је он сам био девственик целог свог живота. Предложио је да „у складу са древном традицијом Цркве“, само они који су били девственици до рукоположења, наставе са таквим начином живота, док је за оне који су при рукоположењу већ били ожењени рекао да: „нико не треба да се одваја од ње (жене), са којом је, још нерукоположен, био спојен“. Велико поштовање и углед који је имао међу учесницима Сабора, а и сама чињеница да је био девственик целог живота, допринели су да је његов предлог једнодушно прихваћен.
Био је присутан са Св. Атанасијем Великим на Првом сабору у Тиру (335). Умро је 11. септембра средином IV века. Црква га слави на дан упокојења, 11. септембра.